# Алан Гельфанд
Алан «Оллі» Гельфанд ( народився 1963 року в Нью-Йорку) — американський скейтбордист та винахідник.

## Життя
Гельфанд переїхав з Нью-Йорка в Голлівуд, Флорида зі своєю сім'єю в 1972 році. Він почав цікавитись скейтбордингом в 1974 році після того, як його батько купив йому його перший скейтборд. У 1976 році Алан виграв чемпіонат Південної Флориди зі скейтбордингу. У тому ж році в США почали з'являтися перші бетонні скейт-парки, першими з яких стали скейтборд-Сіті на узбережжі в Порт-Орандж, Флорида. У 1977 році Голлівуд отримав власний парк під назвою «Skateboard USA» і саме тут Гельфанд отримає своє перше повідомлення в скейтбордській пресі. Його перша опублікована фотографія була зроблена Крейгом Снайдером, співвласником голлівудського скейтера і фотографом. Це був ще один голлівудський скейтер на ім'я Скотт Гудмен, який дав Гелфанду прізвисько «Оллі» і назвав його випадковим ковзанням в повітрі  Олі Поп. «Skateboard USA» з його недосконалими стінами був нетиповим скейт-парком першого покоління і це були надвертикальні ділянки парку, які відіграли значну роль у розвитку Гельфанда Оллі Поп. 

## Кар'єра
В кінці 1977 року Каліфорнійський профі Стейсі Перальта відвідав Скейт-Парк Solid Surf у Форт-Лодердейлі, де він зустрів Гельфанда і спостерігав ,з деякою недовірою, свій безвідданий маневр. До 1978 року народилася Повітряна Олі, відома сьогодні просто як олі.
Після того, як Перальта сформував Powell Peralta з Джорджем Пауеллом, Гельфанд був завербований як перший член нової команди Стейсі Перальта. Пізніше ця команда стала відома як Bones Brigade і включала інших фігуристів Флориди 70-х, таких як Майк Макгілл, винахідник аеронавти 540  або "McTwist" 1984 року, і Родні Маллен, який протягом 1980-х років допомагав використовувати Оллі на плоскій землі. Тоні Гук міг стати ще одним членом Bones Brigade, щоб отримувати користь від Оллі.  На верті він використовував маневр, як спосіб досягнення вищого стрибка при трюках. До середини 1980-х років Алан Оллі Гельфанд трансформував маневри трюк-ковзани у двох варіантах верта: фристайлу та вуличного. Більшість трюків на скейтборді сьогодні у вуличних скейтерів базуються на цьому маневрі.
Наприкінці 1990-х років Оллі став офіційним записом в Оксфордському словнику англійської мови, але походження було вказано як невідоме. Після того, як колишня дружина Алана - Шерон Гельфанд, Шарон Ізраель в той час, подала достатньо цитат, які доводили Алана Гельфанда першою людиною, яка виконала трюк олі, Оксфордський словник англійської мови в лютому 2004 року виправив список даючи Алану «Оллі» Гельфанд ім'я і походження від маневру 1976 року. У липні 2006 року Мерріам-Вебстер дотрималися додавання Гелфанда і його Оллі до словника.

## Пізніші роки
Гельфанд припинив займатись скейтбордингом  в 1981 році через травму коліна, загальне вигорання, і закриття більшості скейт-парків в США протягом  року.
Протягом 1980-х років Гельфанд почав брати участь у перегонах автомобілів, керуючи Фольксвагеном, і виграв багато гонок спортивного автомобільного клубу Америки SCCA. У 1987 році Гельфанд виграв Чемпіонат світу з картингу або WKA Grand National Championship. Після цього він виграв багато 6-ти годинних і 12-ти годинних найважчих гонок з усіх 24-годинних гонок за кермом Фольксвагена.
Олі вбудований в магазин під назвою «Ollieprep». У 2001 році Гельфанд брав участь у Кубку IMSA Grand за кермом моделі Porsche 986 2000. Гельфанд продовжив гонки ще на рік з відвідуванням кола переможців у кількох національних змаганнях.
У 2001 році Гельфанд повернувся в скейтбординг. У 2002 році він побудував найбільш досконалу чашу ( поглиблення в землі для маневрів на скейтборді) в Голлівуді, штат Флорида під назвою Olliewood, яка має 48-футову чашу, побудовану командою Team Pain. Він також володіє найбільшою дилерською альтернативою для обслуговування німецьких транспортних засобів і позашляховиків під назвою German Car Depot. В 2015 році він придбав Foreign Car of Hollywood і зараз пропонує сервіс для всіх німецьких автомобілів в Голлівуді, Флорида.